# Joseph Vacher

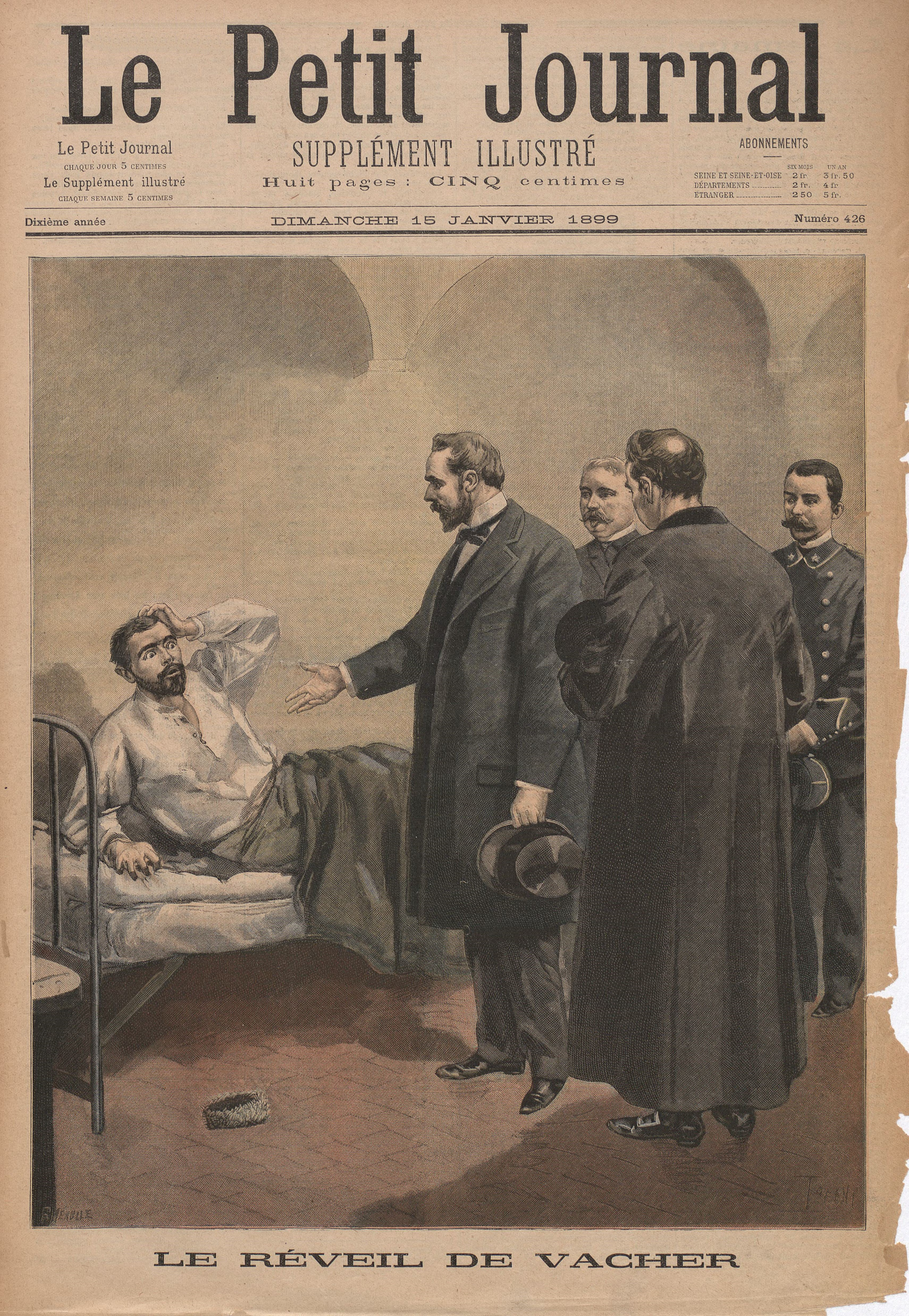
Zeichnung: Joseph Vacher wird geweckt und zu seiner Hinrichtung abgeholt. (Titelseite Le Petit Journal, 15. Januar 1899)

Joseph Vacher (* 16. November 1869 in Beaufort; † 31. Dezember 1898 in Bourg-en-Bresse), alias der französische Ripper war ein französischer Psychopath und Serienmörder, der mindestens elf, möglicherweise auch fünfzehn Personen ermordete.

## Biographie
Joseph Vacher wurde als jüngstes von 15 Geschwistern und Stiefgeschwistern in einer armen Bauernfamilie im Département Isère geboren. Sein Zwillingsbruder erstickte im Alter von einem Monat in seiner Wiege. 1888 bezichtigte ein junger Knecht den 19-Jährigen einer versuchten Vergewaltigung. 1890 zur Armee eingezogen, wurde Vacher wegen Verhaltensstörungen und eines ersten Selbstmordversuchs 1893 entlassen. Im selben Jahr schoss er auf eine Frau, die seinen Heiratsantrag zurückgewiesen hatte. Anschließend versuchte er, sich selbst zu erschießen. Dieser zweite Selbstmordversuch hinterließ eine Lähmung an der rechten Gesichtshälfte und beschädigte ein Auge. Er wurde hiernach in eine Irrenanstalt eingewiesen. Nach seiner Entlassung im April 1894 durchstreifte er als Landstreicher den Süden Frankreichs und lebte von Diebstählen und Bettelei. Während dieser etwa dreieinhalbjährigen Zeit beging er seine Morde.

## Die Verbrechen
Die Opfer waren meist junge Landarbeiter beiderlei Geschlechts. Er gestand die Ermordung von sieben Frauen und vier jungen Männern. Vacher verging sich ante und post mortem an seinen Opfern und verstümmelte sie. Er will das Blut seiner Opfer getrunken haben.

## Die Aufdeckung der Taten und die Verurteilung
Am 4. August 1897 griff Joseph Vacher eine Frau auf einem Feld an. Sie konnte ihren Mann und ihren Sohn zu Hilfe rufen, die ihn der Polizei übergaben. Er wurde daraufhin zu einer dreimonatigen Strafe wegen Erregung öffentlichen Ärgernisses verurteilt. Der Polizei fiel zwar eine gewisse Ähnlichkeit Vachers mit einem in der Nähe der Tatorte gesehenen Landstreicher auf, und es konnte auch nachgewiesen werden, dass er sich bei einem Teil der Taten in dem Gebiet des Tatortes aufhielt, weitere Hinweise hatte die Polizei jedoch nicht. Ohne erklärlichen Grund gestand Vacher nach einiger Zeit in Haft in einem Brief die Morde.
Vacher behauptete während des Verfahrens, dass er sich bei der Tötung eines tollwütigen Hundes angesteckt habe, die Morde habe er in „hiermit zusammenhängender Raserei“ begangen. Vacher wurde wegen dieser Behauptung psychiatrisch untersucht, vor allem durch Alexandre Lacassagne, der zu dem Schluss kam, dass Vacher zurechnungs- und verhandlungsfähig sei. Dies ist umstritten.
Er wurde für schuldfähig befunden und zum Tode verurteilt. Am 31. Dezember 1898 wurde Joseph Vacher in Bourg-en-Bresse durch die Guillotine hingerichtet. Dies war die letzte  Hinrichtung, die der Scharfrichter Louis Deibler durchführte.